# Hauptpostamt Frauenfeld

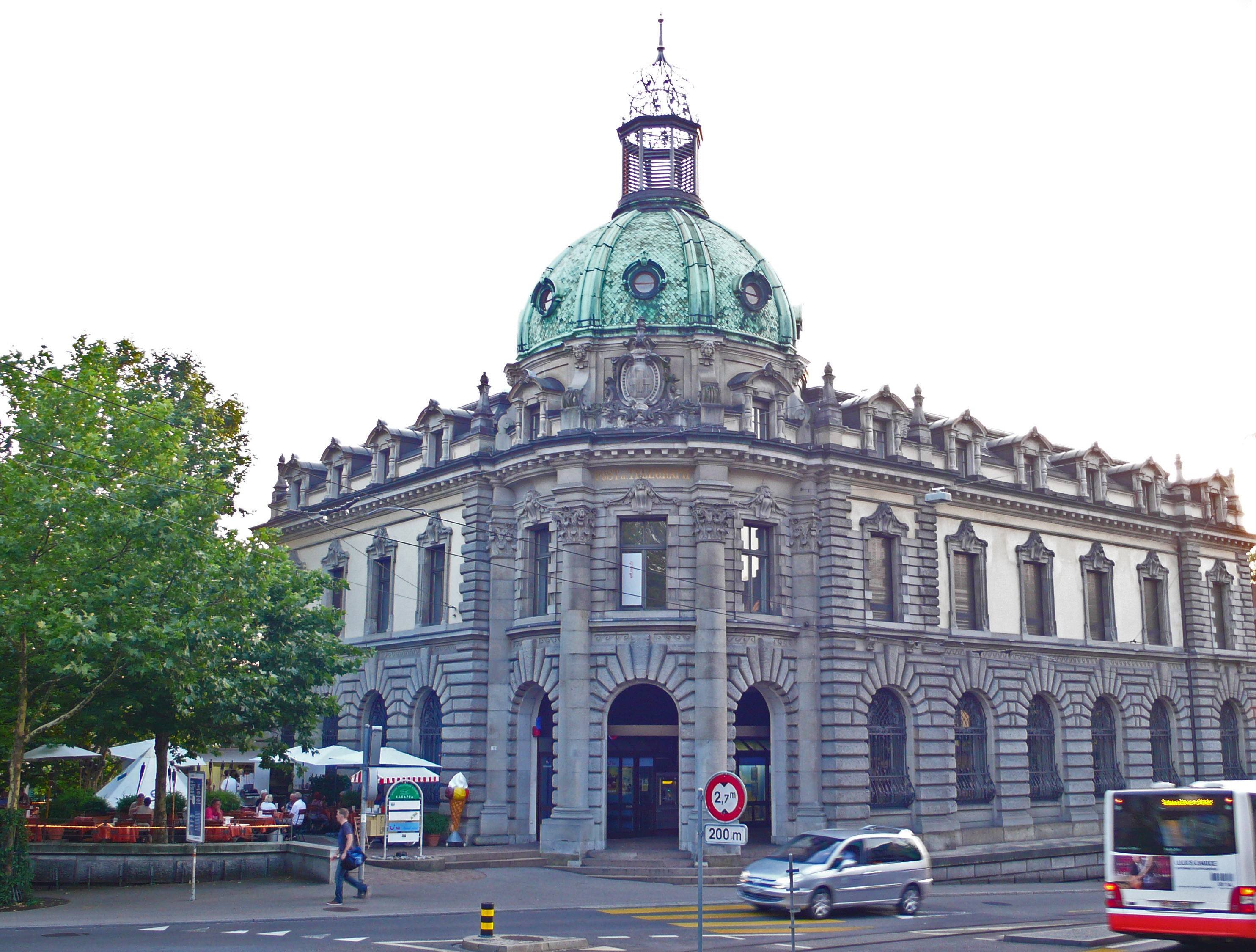
Hauptpostamt in Frauenfeld, 2012

Das Hauptpostamt Frauenfeld ist seit 1898 das Gebäude auf dem Löwenplatz in Frauenfeld. Es steht unter kantonalem Denkmalschutz.

## Geschichte
Im Zuge der ersten Postverbindungen im Thurgau wurde am 16. Februar 1790 eine Postannahmestelle im Gasthof «Kreuz» eingerichtet. Der dortige Wirt wurde gegen eine Bürgschaft von 4000 Franken damaliger Währung zum Speditor ernannt. Die Annahmestelle im «Kreuz» bestand bis zum 1. Juli 1807. Dem wachsenden Bedarf vermochte sie nicht mehr zu genügen, die Generaldirektion der Post suchte darum eine andere Lösung. Eingerichtet im Gasthaus «Krone» eröffnete am 1. Juli 1807 das erste offizielle Postlokal in Frauenfeld, welches bis am 23. November 1898 bestand.
Die Telefonie hielt am 15. Juni 1890 in Frauenfeld Einzug. Die erste Telefonzentrale, im Gasthaus «Goldener Hirschen», diente der Vermittlung der 16 Abonnenten.

## Gebäude

Postgebäude in den 1930er-Jahren

Ab 1894 drängte sich ein Ersatz der Poststelle in der «Krone» auf, wo bisher 9 Beamte und 15 Angestellte tätig waren. Spätestens ab 1894 wurden konkrete Projekte verfolgt. Nach einigen Verhandlungen wurden der Standplatz auf der Liegenschaft «Löwen» und die Gebäudeflächen von 500 m2 und 123,5 m2 für die Remise festgelegt. Der Bundesbeschluss vom 27. März 1896 sowie der Baukredit ebneten den Weg zum Neubau.
Am 24. November 1898 nahm die Post am neuen Standort den Betrieb auf. Erstmals waren alle Postdienste, Briefpost, Telefon, Telegraf und Reisepost unter einem Dach. Im Parterre befanden sich die Räumlichkeiten für den Publikumsverkehr, im ersten Stock die Telefon- und Telegrafeninfrastruktur. Als Architekt wirkte Theodor Gohl, der das Postamt als einen Prachtbau mit Eckkuppelturm entwarf.
Der zweigeschossige Baukörper besteht aus zwei ungleich langen Flügelbauten, die durch einen turmartig ausgebildeten Eckkuppelturm verbunden sind. Er betont die Lage des aufgeschütteten Standplatzes, besonders im Bezug zu den nach beiden Seiten abfallenden Strassen. Die Fassade und Aussenseiten sind reich dekoriert, und der repräsentative Stil wird mit Treppenaufgang und Brunnen im Inneren fortgesetzt. 
Zu Beginn bestand auf der Kuppel ein Abspanngerüst für die Telephon- und Telegrafendrähte, welches 1928 durch einen Fahnenmast ersetzt wurde. Die Rekonstruktion von 1980 nimmt auf den originalen Zustand Bezug.
Als 1955 ein Telefongebäude angebaut wurde, konnte die Post in dessen Obergeschoss einen Botenraum von 400 m² einrichten. 1964 wurde an der Zürcherstrasse 67 eine zweite Poststelle eröffnet, womit die bisherige Post zum Hauptamt wurde und die Bezeichnung «Frauenfeld 1» erhielt. Von 1982 bis 1986 wurde der Gesamtkomplex durch einen weiteren Anbau entlang der Rheinstrasse erweitert, der 2018 durch einen Neubau ersetzt wurde.
Der historische Bau von 1898 steht unter kantonalem Denkmalschutz. Die markante Laterne auf dem Kuppeldach war nach der Verlegung der Telefonkabel in den Boden in den 1930er-Jahren abgebrochen worden. Als sie 1981 wiederhergestellt wurde, sorgten zunächst die falsch gewählten Proportionen für Diskussionen. Der Aufbau wurde daraufhin auf die historisch korrekte Höhe gekürzt.